# 1802 en arts plastiques
| Années des arts plastiques : 1799 - 1800 - 1801 - 1802 - 1803 - 1804 - 1805    |
| Décennies des arts plastiques : 1770 - 1780 - 1790 - 1800 - 1810 - 1820 - 1830 |

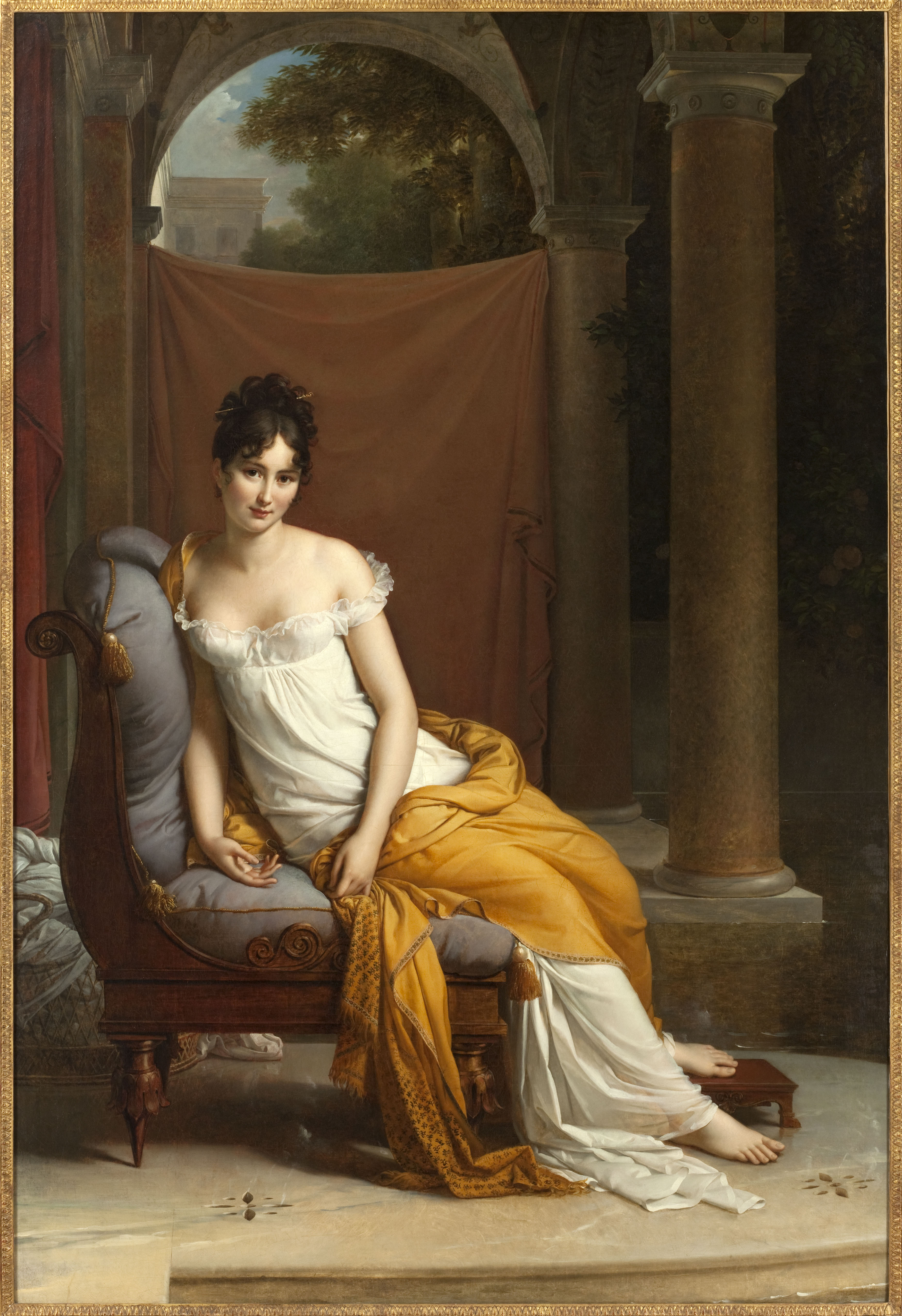
Portrait de Juliette Récamier assise, par François Gérard.

Cette page concerne l'année 1802 en arts plastiques.

## Événements
- 2 septembre (15 fructidor an X) : Ouverture du Salon de l'an X à Paris avec un ensemble de 422 œuvres dont 328 peintures et 47 sculptures[1]. Après avoir marqué le Salon de 1799, Pierre-Narcisse Guérin revient au Salon avec Phèdre et Hyppolyte qui manifeste encore des accents du néoclassicisme martial des années révolutionnaires[2], l'œuvre est achetée par l'État[3]. Cette édition du Salon, marque aussi la première participation de Jean-Auguste-Dominique Ingres avec un portrait de femme (œuvre depuis disparue). Fleury-Richard avec sa toile Valentine de Milan pleurant la mort de son époux par son sujet inspiré du Moyen Âge introduit le style troubadour dans la peinture[4].
- La Society of Engravers est fondée à Londres pour protester contre le manque de reconnaissance des graveurs de la part de la Royal Academy. Elle n'existera que quelques années. En 1880, la Royal Society of Painter-Etchers est fondée sur le même principe, et existe toujours aujourd'hui.

## Œuvres
- 1800-1803 : La Maja nue, huile sur toile de Francisco de Goya.
- Admiral Cornwallis's retreat from the French Fleet in the First Battle of Groix, gravure de William Anderson.

## Naissances
- 4 février : Théophile Vauchelet, peintre français († 22 avril 1873),
- 17 février : Ludovico Lipparini, peintre italien († 19 mars 1856),
- 3 mars : Louis-Félix Amiel, peintre français († 4 février 1864),
- 7 mars : Edwin Landseer, peintre et sculpteur britannique († 1er octobre 1873),
- 21 mars : Ferdinand Wachsmuth, peintre et graveur français († 14 novembre 1869),
- 29 avril : Édouard Reynart, peintre français et conservateur du palais des beaux-arts de Lille († 15 février 1879).
- 11 mai : Étienne Raffort, peintre français († 14 septembre 1880),
- 14 mai : Horace Lecoq de Boisbaudran, peintre et pédagogue français († 7 août 1897),
- 21 juin : Luigi Calamatta, peintre et graveur italien († 8 mars 1869),
- 15 août : Théodore Gudin, peintre de marine français († 11 avril 1880),
- 26 août : Placido Fabris, peintre italien († 7 décembre 1859),
- 5 septembre : François Luckx, peintre belge († 30 juillet 1849),
- 9 octobre : Jean Jacques Nicolas Arveuf-Fransquin, architecte français († 1876),
- 12 octobre : Edma Trimolet, peintre française († 2 septembre 1878),
- 25 octobre, Richard Parkes Bonington, peintre britannique († 23 septembre 1828),
- 16 novembre : Adolphe-Hippolyte Couveley, peintre français († 27 avril 1867),
- 3 décembre : Constantin Guys, dessinateur et peintre français († 13 mars 1892),
- Date inconnue :
  - Nikifore Krylov, peintre russe († 1831),
  - Jacques Étienne Pannier, graveur et peintre français († 19 novembre 1869),
  - Charles Rodius, peintre et lithographe actif en Australie († 9 avril 1860).

## Décès
- 17 janvier : Victor-Marie Picot, graveur français (° 12 février 1745),
- 19 janvier : Noël Pruneau, dessinateur et graveur sur cuivre français (° 1er octobre 1749),
- 27 février : Sonsai, peintre japonais (° 29 décembre 1736),
- 2 mai : Josef Kramolin, frère jésuite et peintre bohémien (° 11 avril 1730),
- 2 juin : Gaetano Gandolfi, peintre rococo Italien de l'école bolonaise (° 31 août 1734),
- 26 juillet : Rose-Adélaïde Ducreux, peintre et musicienne française (° 1761),
- 22 septembre : Giuseppe Canale, graveur italien, inhumé à Dresde (° 1725).
- 9 novembre : Thomas Girtin, aquarelliste et graveur anglais (° 18 février 1775),
- 15 novembre : George Romney, peintre anglais (° 26 décembre 1734),
- 18 novembre : Étienne de La Vallée-Poussin, peintre d’histoire et décorateur français (° 1735),
- 3 décembre : Louis-Désiré-Joseph Donvé, peintre français (° 6 janvier 1760).
- Date inconnue :
  - Johann Christian Gottfried Fritzsch, graveur allemand (° 1720),
  - Philippe Jean, peintre, portraitiste et miniaturiste jersiais (° 1755).